# Ambasada Islandii w Warszawie
Ambasada Islandii w Warszawie (Sendiráð Íslands í Varsjá) – misja dyplomatyczna Republiki Islandii w Rzeczypospolitej Polskiej, znajdująca się w al. Armii Ludowej 26 w Warszawie.
Ambasador Islandii w Warszawie oprócz Rzeczypospolitej Polski akredytowany jest także w Republice Bułgarii, Rumunii oraz na Ukrainie.

## Historia
Stosunki dyplomatyczne pomiędzy Polską a Islandią zawarto w 1946, rok później dokonując wymiany przedstawicielstw na szczeblu poselstw. W latach 1947–1948 funkcjonowało Poselstwo Islandii w Warszawie, które mieściło się epizodycznie w hotelu Bristol przy ul. Krakowskie Przedmieście 42-44, następnie kraj ten był reprezentowany w Polsce przez placówki z siedzibą w innych państwach, np. w Moskwie. W 1962 rangę obu placówek podniesiono do szczebla ambasad. W latach 1999–2022 w Polsce akredytowany był ambasador Islandii w Berlinie przy Rauchstraße 1.
1 grudnia 2022 otwarto Ambasadę Islandii w Warszawie.